# Okulo-fazio-kardio-dentales Syndrom
Das Okulo-fazio-kardio-dentale Syndrom (OFCD-Syndrom, Syndromale Mikrophthalmie Typ 2) ist eine seltene Erkrankung, die erstmals 1980 beschrieben wurde. Sie wird x-chromosomal dominant vererbt und tritt deshalb ausschließlich bei weiblichen Personen auf.

## Symptome
Es können angeborene Veränderungen an Augen, Gesicht, Herz, Zähnen und Skelett auftreten. Beobachtet wurden bisher:
- angeborene Katarakt
- Mikrophthalmie
- Asymmetrie der Gesichtshälften
- breite Nasenspitze
- langes Philtrum
- Ventrikelseptumdefekt
- verspäteter Zahndurchbruch
- stark verlängerte Zahnwurzeln
- eine breite Großzehe
- Sandalenlücke
- Kamptodaktylie und Syndaktylie

Des Weiteren wurden in einigen Fällen ein sekundäres Glaukom und eine Lippen-Kiefer-Gaumenspalte beobachtet.

## Genetik
Das OFCD-Syndrom wird X-chromosomal-dominant vererbt mit männlicher Letalität in utero. Es wird durch Mutationen im BCOR-Gen (OMIM  300485), welches auf dem kurzen Arm des X-Chromosoms liegt (Xp21.2-p11.4), verursacht. Bisher wurden Punktmutationen sowie verschiedene Rearrangements (Deletionen und Insertionen) gefunden. Alle Mutationen führen mit großer Wahrscheinlichkeit zum Funktionsverlust des BCOR-Proteins.